# Phyllis Munday
Phyllis B Munday, de soltera, James (Sri Lanka, 1894 – 1990) fue una montañera, exploradors, naturalista y dedicada a tareas humanitarias canadiense , famosa por haber sido la primera mujer que alcanzó la cumbre del monte Robson (con Annette Buck) en 1924, y con su esposo Don por descubrir el monte Waddington, y explorar la zona a su alrededor a través del río Franklin y el río Homathko. 
Nació en Sri Lanka, se trasladó al interior de la Columbia Británica en 1901, y luego a Vancouver en 1907. En 1912 ascendió a la montaña Grouse con su compañía de chicas guía. En 1915, con 21 años, Phyllis se unió al Club montañero de la Columbia Británica y empezó a viajar a lugares como el monte Seymour, The Lions, monte Tantalus y monte Garibaldi.
Conoció a Don Mundy en 1918, casándose en febrero de 1920. Pasaron su luna de miel en una cabaña en el monte Dam cerca de Vancouver. Su hija Edith nació en 1921, y a las 11 semanas de edad la llevaron a lo alto de la montaña Crown. Desde 1923 hasta 1926 los Munday vivieron en una tienda, luego en una cabaña en el montaña Grouse donde Don trabajó cortando un sendero desde Lonsdale Avenue en North Vancouver hasta la cima, mientras que Phyllis llevaba el alojamiento Alpino, sirviendo bebidas calientes y comidas a los montañeros.
En 1925, estando de viaje al monte Arrowsmith, isla de Vancouver, Don y Phyllis Munday avistaron lo que creían que era un pico más alto que el monte Robson, el que entonces se creía que era el pico más alto de la Columbia Británica. Hay cierta controversia sobre si el pico que vieron era realmente lo que luego resultó ser el monte Waddington, ciertamente vieron un pico en la cordillera Waddington, y esto llevó a los Munday a explorar esa zona, y descubrieron de hecho la montaña. A lo largo de la siguiente década, los Munday montaron varias expediciones intentando ascenderla. Ellos la llamaron "montaña Misteriosa", pero la Canadian Geographic Board le dio el nombre de monte Waddington. Alcanzaron la cima inferior en 1928, considerando que la cumbre principal era demasiado peligrosa.
Fue premiada con la Orden de Canadá en 1972 por su obra con las Girl Guides of Canada y St. John's Ambulance así como por su carrera montañera. 
El monte Munday fue llamado así por Don y Phyllis Munday, y el Pico Baby Munday recibió este nombre por su hija Edith.